# Російсько-чукотські війни (1641—1778)

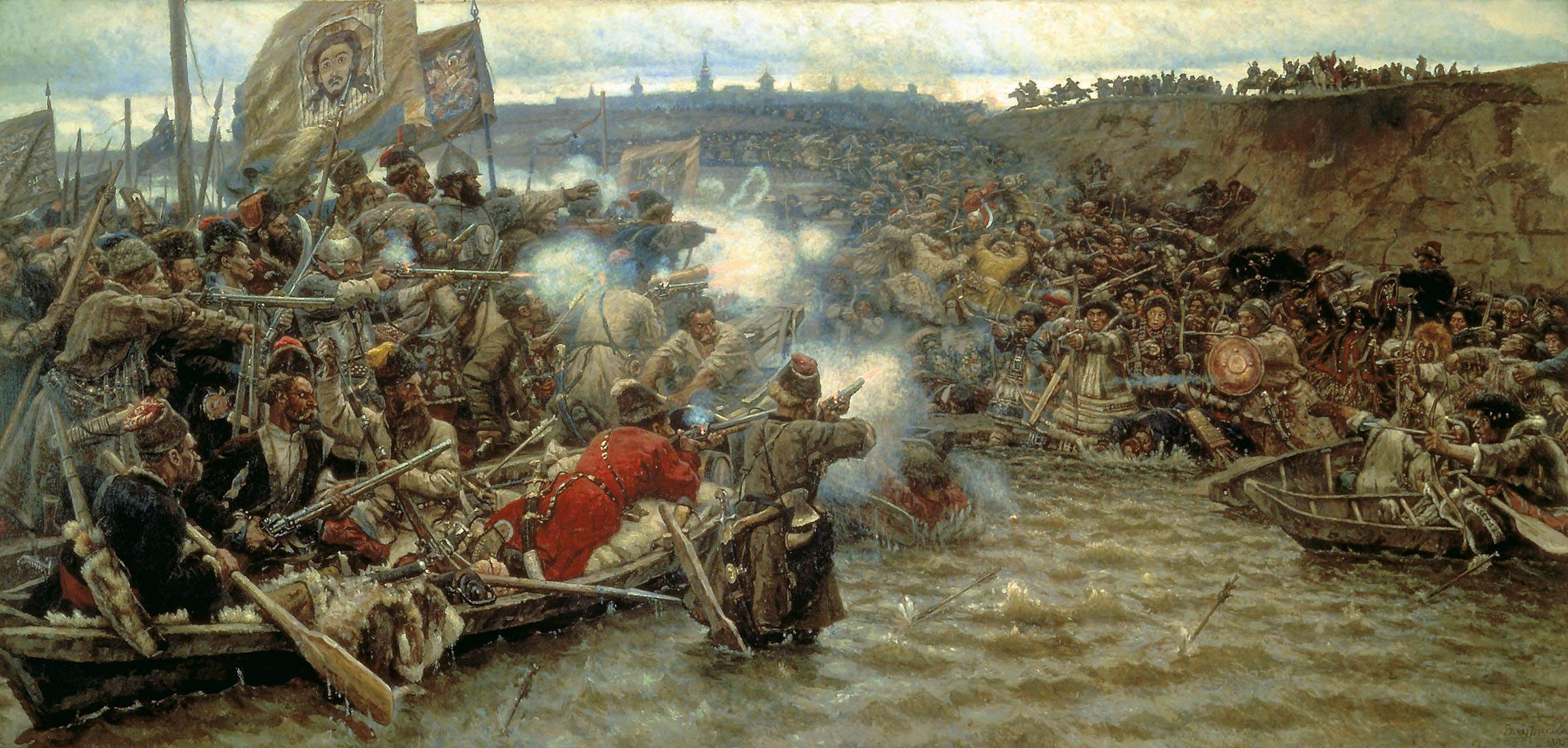
Завоювання Сибіру

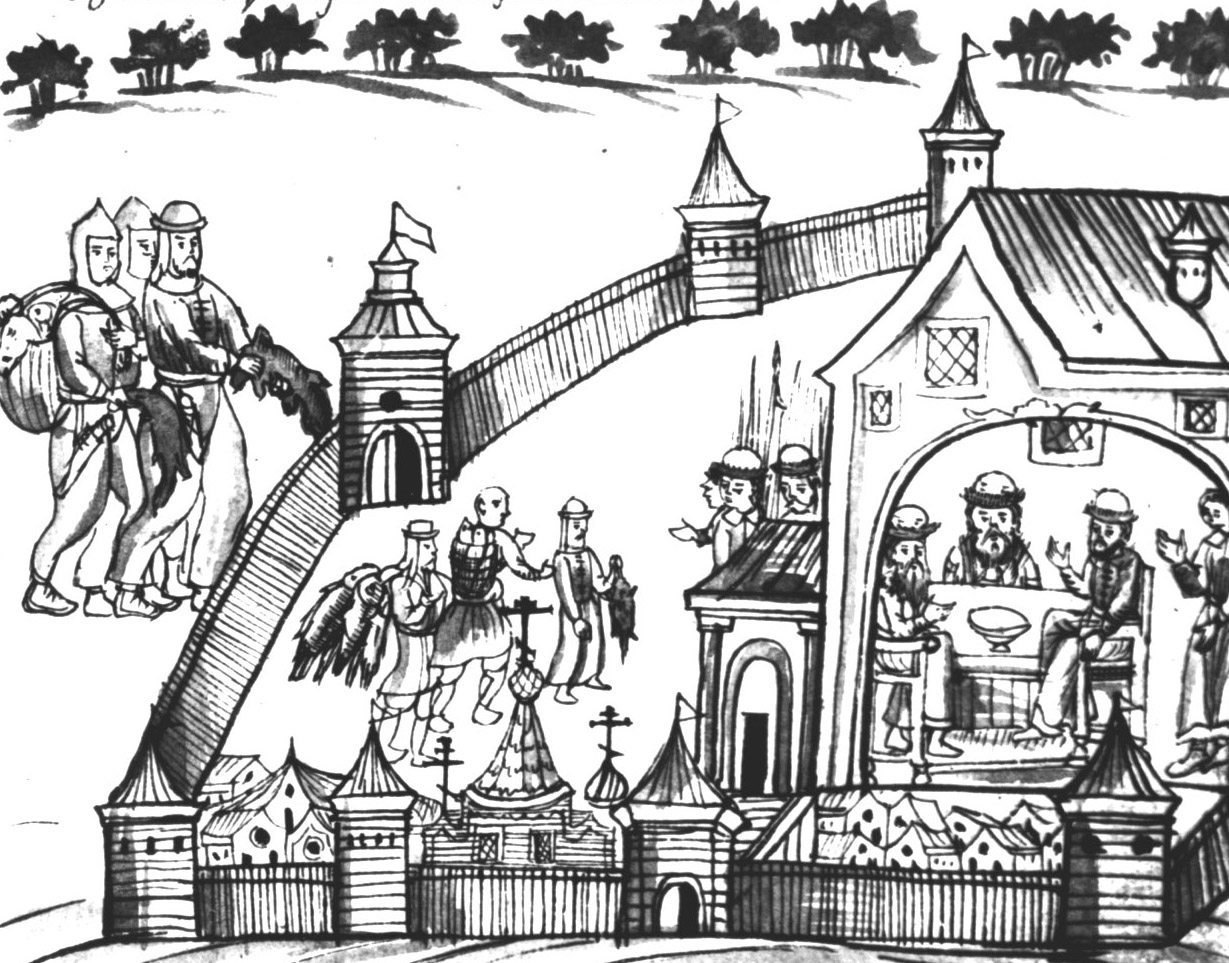
Збір ясака.
Ремезовський літопис

Росі́йсько-чуко́тські ві́йни (1641—1778) — серія війн у XVII—XVIII століттях між московсько-російськими завойовниками та їхніми союзниками з одного боку й чукчами з іншого.

## Перші сутички
Прагнення Московського царства підкорити нові сибірські землі зустріло опір тубільного населення.
Перша сутичка між чукчами і московитами відбулась 1641 року. Тубільці в районі Колими напали на урядових збирачів ясака (натуральної податі).
Московити постійно нарощували свою військову присутність у тих краях. 1648 року на Чукотці з'явились донські козаки під проводом полководця Семена Дежньова. 1649 року Дежньов у верхній течії Анадира заснував зимовище, на місці якого 1652 року звели Анадирський острог (у районі нинішнього села Маркове  Анадирського району Чукотського автономного округу). Вони продовжували збирати ясак із підкорених народів.
Водночас будь-які спроби змусити чукчів платити данину виявились марними. Цей народ, на відміну від інших племен Крайньої Півночі, чинив найбільший опір російській колонізації.

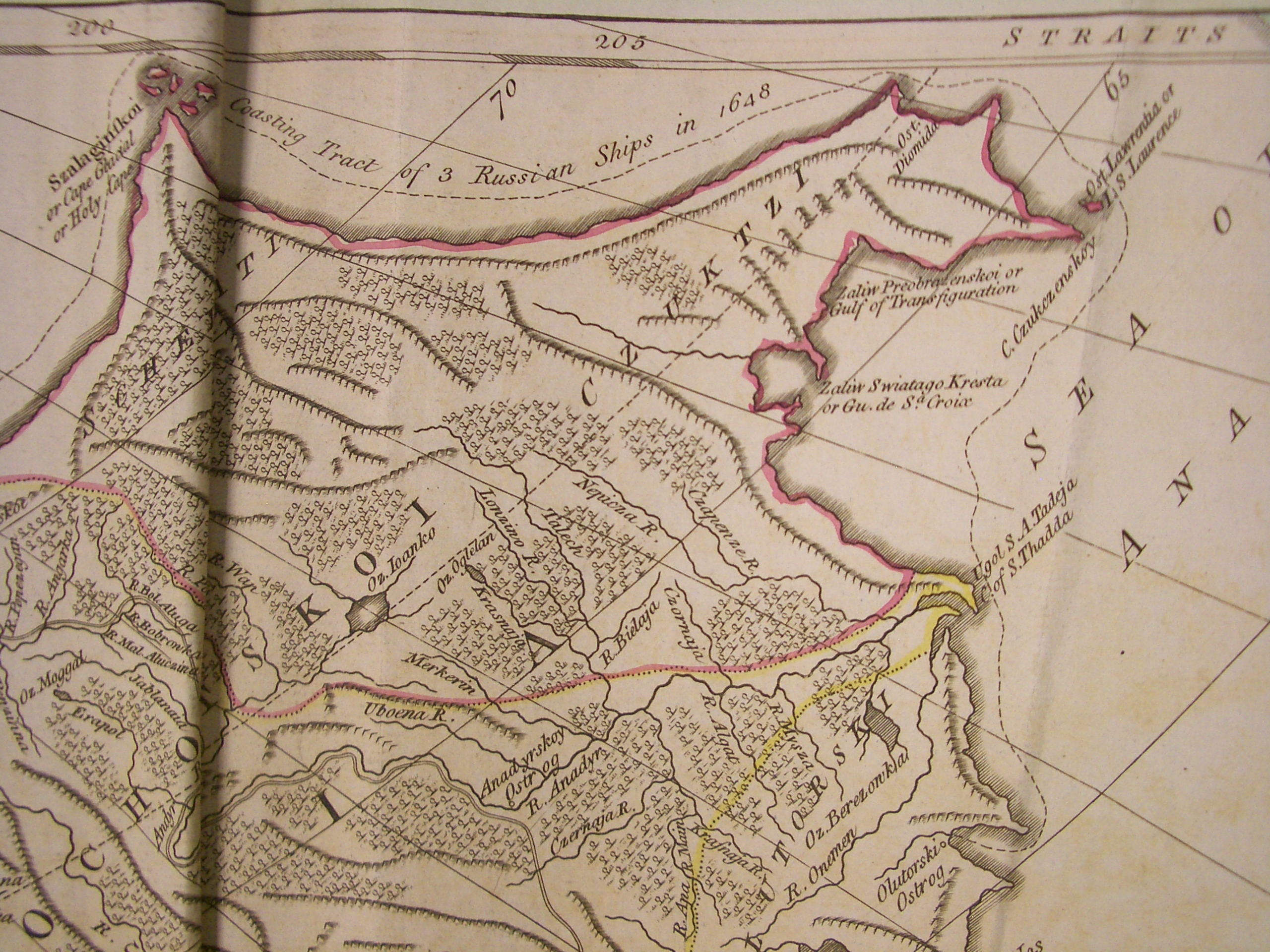
Мапа Чукотки (1773), на якій показаний шлях експедиції Дежньова 1648 р.

## Каральні експедиції

### Характерні ознаки
Усі походи на Чукотку в 1730-1740-х роках мали суто каральний характер. Московити проявляли невиправдану жорстокість щодо чукчів.
Підкорювачі Сибіру постійно проявляли підступ. Так сотник Василь Шипіцин покликав на переговори 12 чукотських старійшин і всіх убив.
А Дмитро Павлуцький так свідчив про свій похід 1731 року:
«9 травня дійшли до першої юрти чукчів, сидячих близько того моря, в якій чукчів побили… Угледіли від того місця неподалік… одну юрту і чукчів, що були в ній, побили… І дійшли до їхнього чукотського острожку… і в тому острозі було юрт до восьми, які розорили і спалили».

Анадирські (донські) козаки також підтверджували крайню жорстокість Павлуцького: «Чукчів, не закликаючи в підданство, побив до смерті». Часто чукчі чинили самогубство всією сім'єю, не бажаючи підкорятися московитам .
Павлуцький діяв виключно за допомогою придушення і залякування. Після такого досвіду стосунків з росіянами довіра до них була підірвана на довгі роки.
У результаті цієї війни цілі народності були в буквальному сенсі слова стерті з лиця землі.

### Похід проти чукчів 1702 року

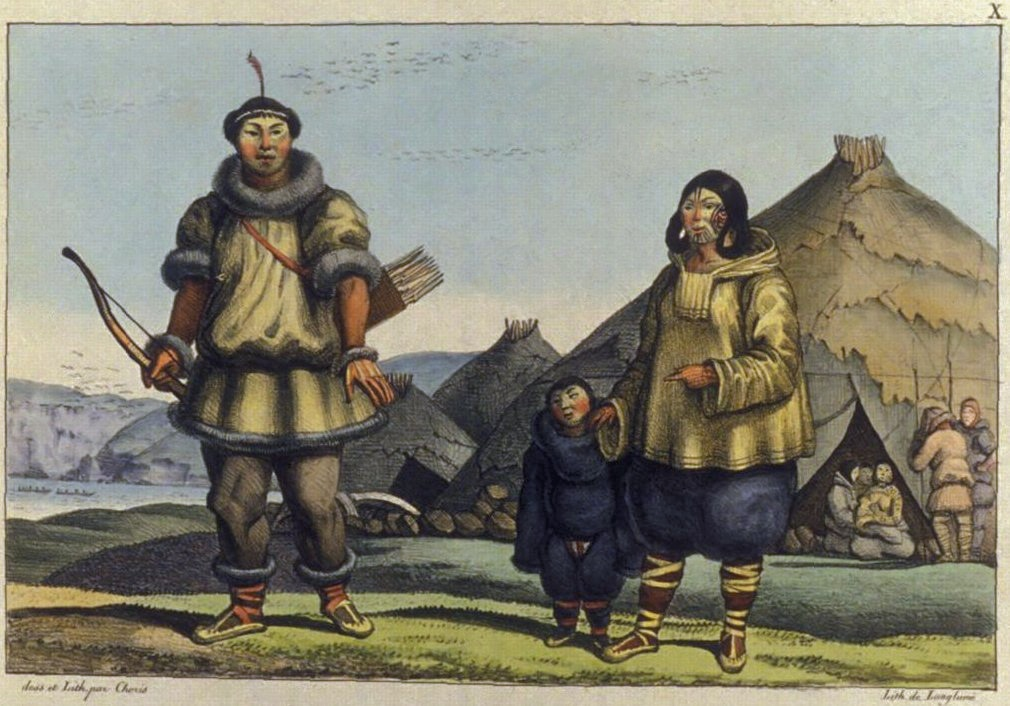
Озброєний чукча. Малюнок Лоґґіна Хоріса, 1816

У квітні — червні 1702 року російські козаки і союзні їм юкагіри і коряки на чолі з Олексієм Чудіновим здійснили рейд проти чукчів з метою підкорити тубільців. Московити завдали чукчам значні втрати, але серйозних стратегічних успіхів не досягли і під натиском противника були змушені відступити із заселених чукчами територій.

### Битва на річці Егач
1727 р. Сенат Російської імперії і Верховна таємна рада ухвалили рішення про підпорядкування російській владі народів крайнього північного сходу Сибіру, Камчатки і Чукотки. На Охотське узбережжя вислали військову експедицію. Так звана Анадирська партія налічувала 400 вояків і козаків, кілька моряків і кораблебудівників, озброєних артилерією, боєприпасами, будівельними та морськими інструментами. Очолили її капітан Тобольського драгунського полку Дмитро Павлуцький і козачий голова якутського гарнізону Афанасій Шестаков. Проте між завойовниками стався розбрат і військо розділилось на два загони.
1729 Шестаков із загоном, що складався з козаків і ясачних якутів, тунгусів і коряків відправився в Охотськ, а звідти до Тауйського острогу. Він прагнув підкорити немирних коряків, що мешкали в північній частині Охотського узбережжя, а потім сухим шляхом рушити до Анадира.
14 березня 1730 на річці Егач (Шестаковка) сталась битва між російським військом і чукотськими загонами. Росіяни були вщент розбиті двома тисячами чукчів. У бою загинули 10 козаків і 18 їхніх союзників, решта розбіглась. Сам Шестаков був важко поранений стрілою в горло і зрештою убитий.

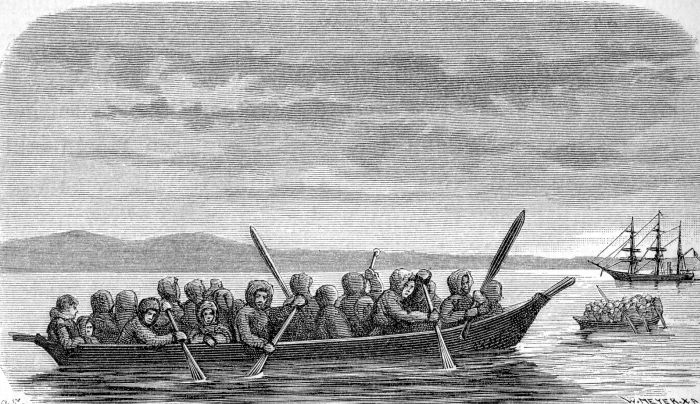
Чукотський каяк, мал.1880

### Битва на річці Орловій
Спочатку Сенат закликав підкоряти тубільців мирним шляхом й умовляти їх «у підданство добровільно і ласкою», але завойовники застосували силу. Чукчі відповіли їм тим же. І хоча тубільці мали примітивну зброю (стріли і списи), вони досягли значних успіхів у війні з озброєним мушкетами і шаблями противником.
Дізнавшись про війну, Сенат 1742 року видав указ: «на тих немирних чукчів військовою озброєною рукою наступати, викорінити зовсім». Тих, хто здався, наказувалося «з їхніх осель вивести і надалі для безпеки розпорошити в Якутському відомстві у різних острогах і місцях».
У 1744–1746 роках Дмитро Павлуцький, півищений до чина майора, з командою в 400—650 солдатів, козаків і ясачних юкагірів і коряків здійснив три походи на Чукотський півострів. Чукчі у цих битвах зазнали серйозних втрат. Проте після поразок тубільці перейшли до партизанських дій.
14 березня 1747 року в битві на річці Орловій поблизу Анадира чукчі розгромили вщент загін Павлуцького. З російської сторони в битві загинули сам майор, 40 козаків і 11 коряків. До того ж чукчі захопили оленів Анадирського гарнізону, зброю, боєприпаси та спорядження, зокрема одну гармату і прапор. Цей розгром справив приголомшливе враження на російську владу. Сенат і Сибірський приказ спішно ухвалили рішення про перекидання в Анадир додаткових військ.

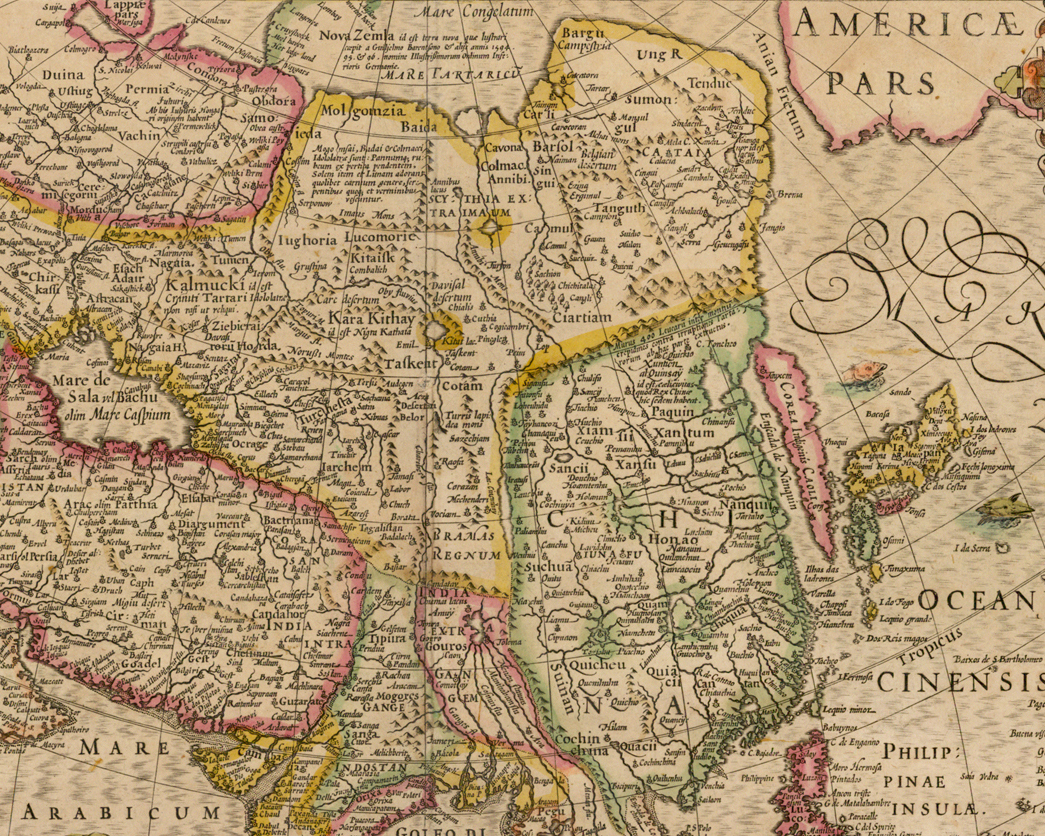
Чукотка на мапі «Новий опис Азії» (1610)

## Продовження протистояння
Російсько-чукотська війна тривала майже 150 років. На початковому етапі чукчі навіть здобули в ній перемогу. Поразка російських військ вселила страх у завойовників, в одному з документів йшлось: «Негайно вселити всьому російському населенню Нижньо-Колимської частини, щоб вони аж ніяк нічим не дратували чукчів, під страхом, в іншому випадку, відповідальності по суду військовому».
1763 року новий комендант Анадира підполковник Фрідріх Пленіснер, ознайомившись зі станом справ, запропонував сибірському губернатору Федору Соймонову зовсім ліквідувати Анадирську партію, оскільки витрати на її утримання в 50 разів перевищували доходи. Водночас чукчів у підданство не навернули, а чукотсько-коряцько-юкагірські зіткнення не припинились.
Сенат погодився з цією пропозицією. 1765 року з Анадиру евакуювали військо і цивільне населення, а 1771 року зруйнували фортечні укріплення. Це означало фактичну поразку Росії у війні. Чукчі поступово проникнули на Анадир, відтіснивши звідти коряків і юкагірів.
Проте поява біля берегів Чукотки англійських і французьких експедицій викликала стурбованість росіян. 1776 року Катерина II наказала докласти всіх зусиль для підкорення чукчів. Цього разу цей проект вдалось реалізувати не силою, а підкупом. У березні 1778 року був підписаний договір про прийняття чукчами російського підданства.
Водночас чукчі звільнялися від ясака на 10 років і зберігали незалежність у внутрішніх справах. До кінця XIX ст. чукчі у порівнянні з іншими народами мали більш привілейоване становище й значну автономію.
Чукчів остаточно підкорили після Громадянської війни в Росії.
Разом з росіянами до чукчів через коряків, чуванців і юкагірів прийшли заразні хвороби, наприклад сифіліс, який по-чукотськи зветься «чуванською або російською хворобою».

## Образ московитського завойовника в чукотській міфології
Жорстокість росіян чукчами сприймається як абсолютно невмотивована. У фольклорі так описують російських завойовників: «Одяг весь залізний, вуса як у моржів, очі круглі залізні, списи завдовжки до ліктя і поводяться задирливо — викликають на бій». Жодних раціональних пояснень причини конфлікту чукчі не мають.
Головним лиходієм і збірним образом росіян чукотського фольклору став Якунін, одним з головних прототипів якого був майор Дмитро Павлуцький. Якунін (Павлуцький) — лихий ворог із «кресальним луком» (кремінною рушницею), який жорстоко вбиває чоловіків і жінок, розрубуючи їх сокирою. Він відправив до царя двадцять возів шапок убитих.
Вихваляючись перед царем, Якунін розповідає:
«Більше їх немає, всіх винищили. Багато стад пограбували. Наші неждано напали, перемогли, всіх перерізали, тільки начальника живим взяли мучити».

Існує безліч казок і легенд про боротьбу чукчів з Якуніним і його загибель. В одній казці його поранили стрілою в око, а потім добили, в іншій він гине у герці з чукотським богатирем Нанкачгатом.
Чукчі повідомляли, що вони відтяли майору голову і зберегли її як реліквію. Жителі Нижньоколимська вірили, що тіло Павлуцького розрізали на шматки, які висушили й зберігали в стійбищах. Однак насправді Павлуцького поховали в Якутську.